# روكيسكيس

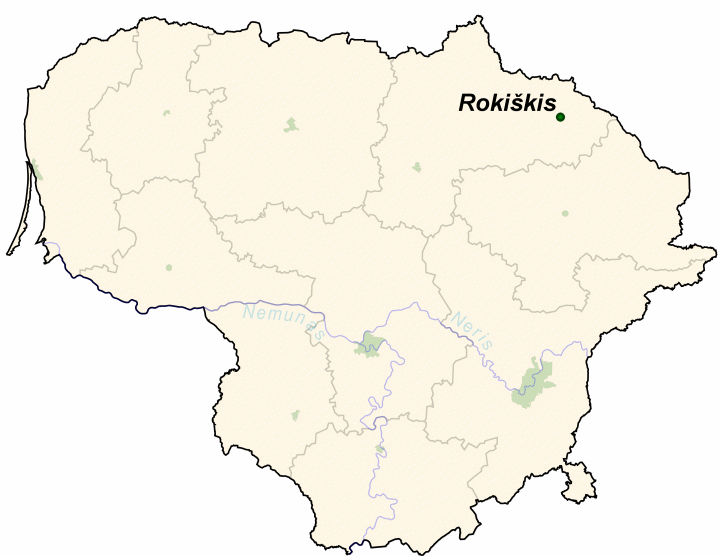
خريطة تُوضح موقع المدينة

روكيسكيس (بالتوانية:Rokiškis) هي مدينة صغيرة تقع في شمال شرق لتوانيا، يبلغ تعدادها السكاني حوالي 17.000 وهي غير بعيدة من حدود لاتفيا. تنتمي روكيسكيس إلى مقاطعة بانيفيزيس.
المؤسسات الصناعية الهامة هي شركة صناعة الآلات الزراعية روكيسكيو مازينيو غاميكلا، ومجموعة الألبان روكيسكيو سوريس.

## توأمة
لروكيسكيس اتفاقيات توأمة مع كل من:
- سسيس
- لودزا (2 فبراير 2010 - )
- بلدية لودزا (2 فبراير 2010 - )

## أعلام
- ألجيرداس برازوسكاس